# Bescher Mühlenbach
Der Bescher Mühlenbach ist ein rund 3 ½ Kilometer langer Bach im saarländischen Landkreis Merzig-Wadern auf dem Gebiet der Gemeinde Perl und er ist ein östlicher und rechter Zufluss der Mosel.

## Geographie

### Verlauf
Der Bescher Mühlenbach entspringt nördlich des Perler Ortsteils Wochern in der Flur Im Bruch auf einer Höhe von etwa 235 m ü. NHN. Seine Quelle liegt im Landschaftsschutzgebiet Hammelsberg bei Perl mit Hanecker und Atzbuesch bei Sehndorf direkt westlich der Nikolausstraße und südwestlich eines kleinen Friedhofs.
Der Bescher Mühlenbach fließt zunächst ungefähr 100 Meter westwärts und wird dann auf seiner linken Seite von einem zweiten, etwa 600 Meter langen Quellarm gestärkt. Dieser Arm entspringt in Wochern auf einer Höhe von etwa 260 m ü. NHN und durchfließt das Dorf teilweise unterirdisch verdolt in nördlicher Richtung.
Der vereinigte Bach zieht nun etwa 200 Meter westnordwestwärts durch die Wiesen der Flur In der Muhl, dann 250 Meter in Richtung Nordwesten durch die Flur In der Neuwiese, läuft dann südlich der beiden Waldgewanne Kalkkau und In den Seifen westwärts durch Grünland an dem etwa 150 Meter südlich gelegenen Gehöft Wiesenhof vorbei und passiert kurz danach die Gemarkungsgrenze von Wochern zum Perler Ortsteil Besch. Knapp einen halben Kilometer bachabwärts erreicht er den Ostrand von Besch, wo er früher die Obere Heckenmühle antrieb.
Er läuft nun westwärts durch das Dorf, unterquert dabei die Straße Zu den Mühlen und fließt dann in einer Grünzone durch die Flur Die Schleifwiese. Früher trieb der Bach dort die Beissels-Mühle, auch Mittlere Heckenmühle genannt, und etwas bachabwärts die Marx-Mühle (Untere Heckenmühle) an.  Der Bach wendet dann sich nach Südwesten und zieht durch die Flur In den drei Morgen und dreht danach wieder auf Westkurs. Er unterquert die Tettinger Straße und verschwindet in den Untergrund. Er kreuzt unterirdisch verdolt die B 419, hier auch Obermoselstraße genannt, sowie die Gleisanlagen der Obermoselstrecke und läuft dann südsüdwestwärts unterhalb der Bischof-Walo-Straße, wo er auf seiner linken Seite den aus dem Osten kommenden Honeckerbach aufnimmt.
Der Bescher Mühlenbach fließt nun unterhalb der Fronstraße, taucht kurz an der Oberfläche auf, verschwindet gleich darauf wieder im Untergrund und mündet schließlich verrohrt auf einer Höhe von etwa 143 m ü. NHN nördlich eines Grillplatzes bei Mosel-Km 238 von rechts und aus dem Osten kommend in die aus dem Süden heranziehende Mosel.
Sein ungefähr 3,5 km langer Lauf endet ungefähr 92 Höhenmeter unterhalb seiner Quelle, er hat somit ein mittleres Sohlgefälle von etwa 26 ‰.

### Einzugsgebiet
Das 6,31 km² große Einzugsgebiet des Bescher Mühlenbachs liegt im Mosel-Saar-Gau und wird durch ihn über die Mosel und den Rhein zur Nordsee entwässert.
Es grenzt
- im Osten an das Einzugsgebiet des Fischbachs, der über den Leukbach und die Saar in die Mosel entwässert;
- im Süden an das des Pfaffenbachs, der in die Mosel mündet und
- im Norden an das des Heckenmühlbachs, der ebenfalls in die Mosel mündet.

Das Einzugsgebiet ist im östlichen Bereich zum größten Tel bewaldet, im Mündungsbereich im Westen dominiert Siedlungsgebiet.

### Zuflüsse
- Honeckerbach (links), 1,9 km, 1,19 km²